# 瓦西里·巴爾文斯基
瓦西里·亚歷山德羅維奇·巴爾文斯基（羅馬化：Vasyl Oleksandrovych Barvinskyi；1888年2月20日—1963年6月9日），烏克蘭的作曲家、鋼琴家、指揮家與音樂學家，為烏克蘭最早揚名世界的指揮之一，曾在烏克蘭利維夫主持李森科高等音樂學院，在利沃夫音樂學院任教，並為烏克蘭音樂家協會的領導人物。

## 生平

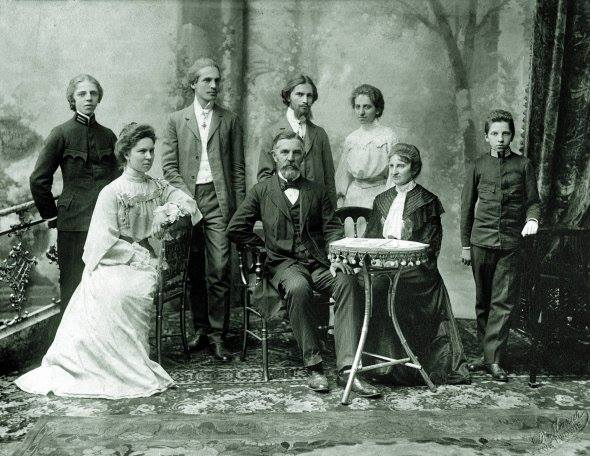
巴爾文斯基全家合影，左一為瓦西里·巴爾文斯基

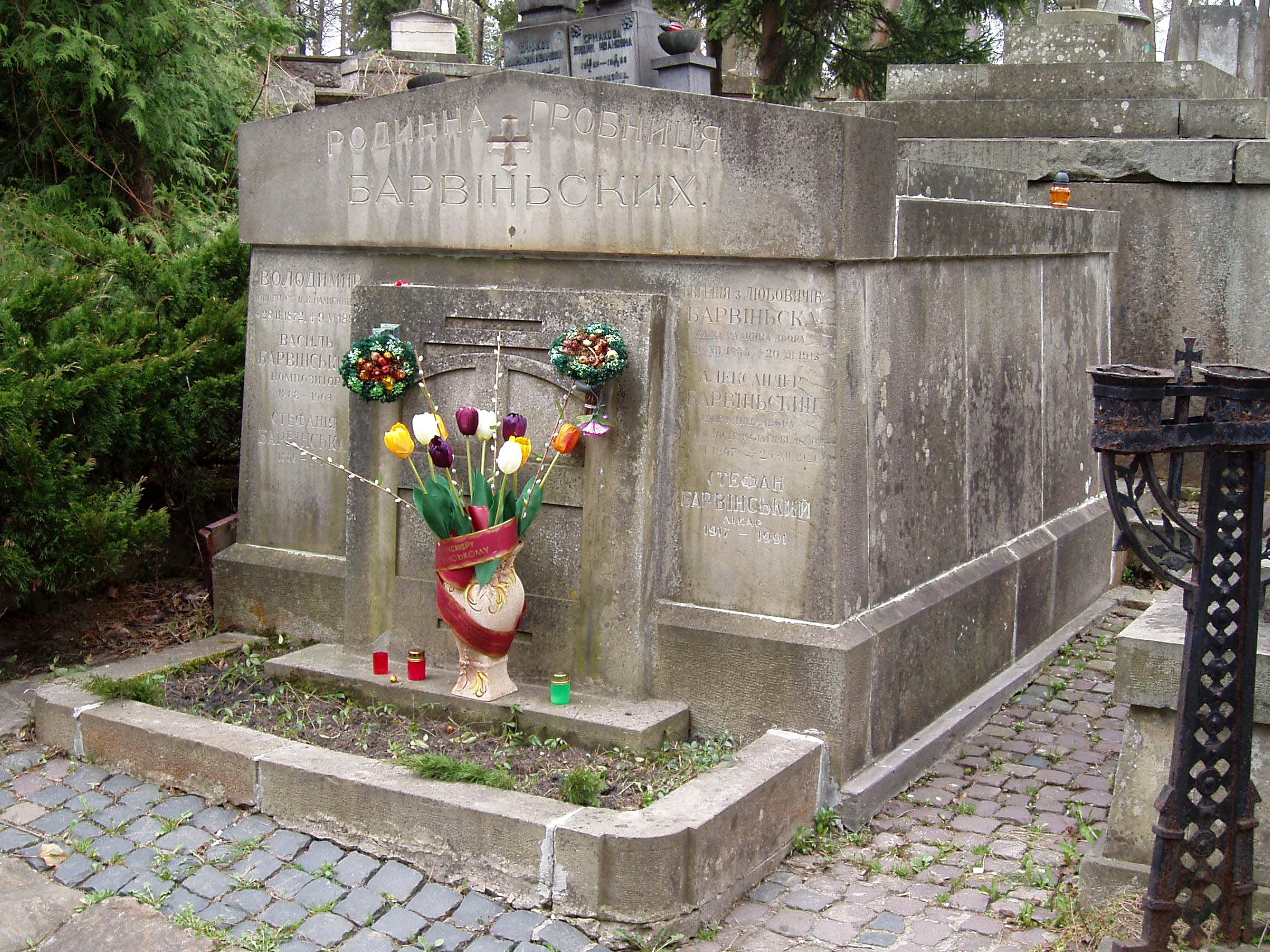
巴爾文斯基家族的墓碑

瓦西里·巴爾文斯基於1888年出生於奧匈帝國捷爾諾波爾（今屬烏克蘭）的貴族家庭，其父奧歷山大·巴爾文斯基為著名政治人物，曾為奧地利議會議員；其母葉夫根尼婭·巴爾文斯卡為歌唱家與鋼琴家，為瓦西里·巴爾文斯基的音樂啟蒙老師；歷史學家博赫丹·巴爾文斯基為其兄。物理學家伊万·普柳伊之女納塔利婭·普柳伊（Natalia Puluj）為瓦西里·巴爾文斯基的妻子。
巴爾文斯基曾在利沃夫音樂學院學習，後前往布拉格深造，師從鋼琴家維萊姆·庫爾茲與作曲家維捷斯拉夫·諾瓦克。回到利沃夫後，巴爾文斯基於1915年－1939年主持李森科高等音樂學院（後與利沃夫音樂學院合併），後任教於利沃夫音樂學院，1939年他在利沃夫創立索羅米亞·庫舒尼卡利沃夫音樂專業寄宿學校。
1948年1月巴爾文斯基與其妻被蘇聯內務人民委員部逮捕，判處十年監禁，流放至俄羅斯莫爾多維亞的古拉格，期間其手稿與著作大多被燒毀。1958年巴爾文斯基獲釋後嘗試重新創作被銷毀的作品，但在完成前即於1963年6月9日逝世，葬於利沃夫利查基夫公墓的家族墓園。1964年巴爾文斯基獲恢復名譽。他的許多作品在逝世後才被尋回，也有許多作品永遠失傳。巴爾文斯基的作品風格多樣，具浪漫主義晚期與印象派風格，並加入許多烏克蘭傳統民俗元素，其存世作品至今仍在世界各地被演奏。

## 紀念

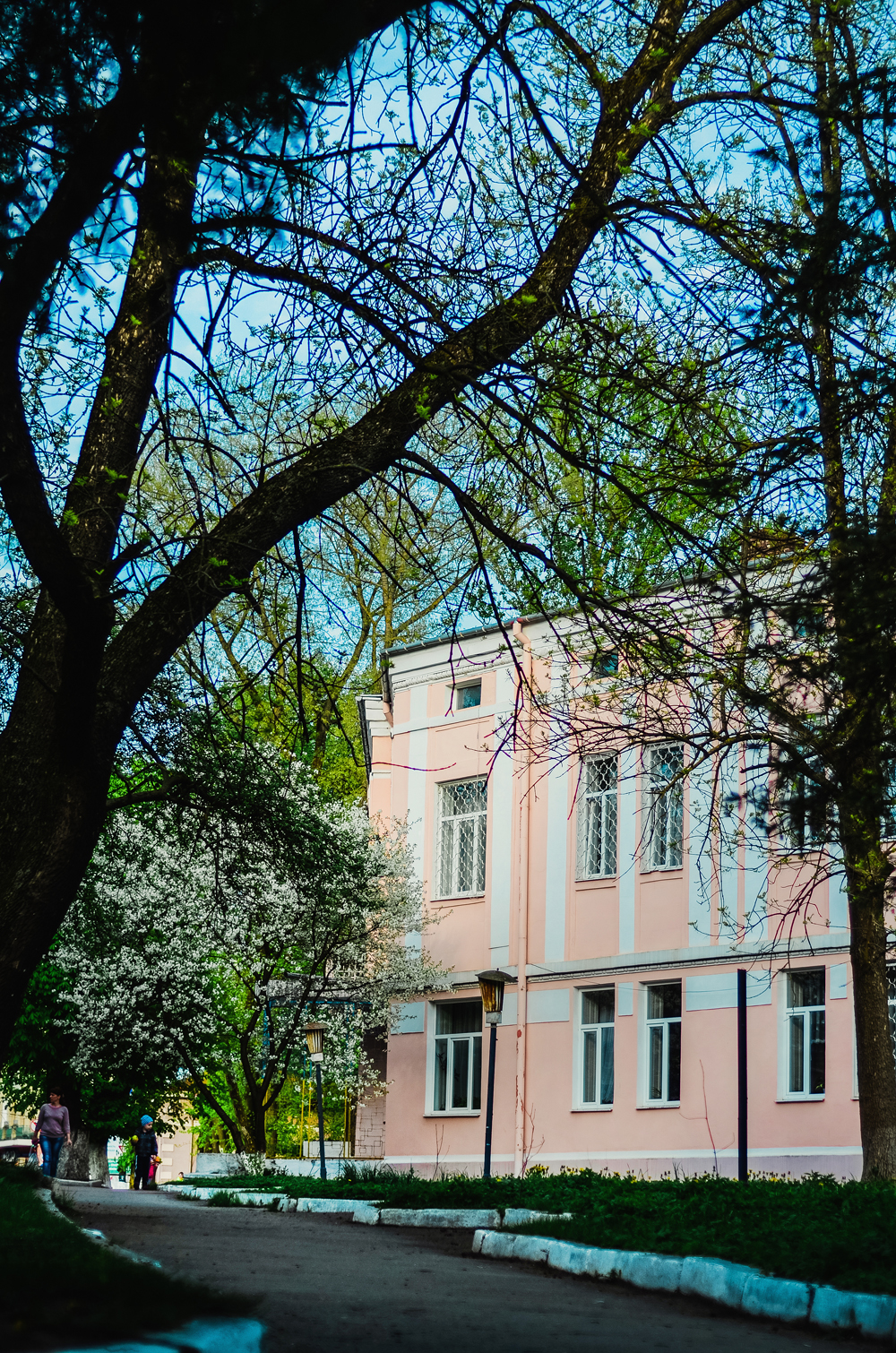
利維夫州德羅霍貝奇以瓦西里·巴爾文斯基為名的音樂學院

烏克蘭利維夫州的德羅霍貝奇現有一間音樂學院以瓦西里·巴爾文斯基為名，其出生地捷尔诺波尔也有一間音樂學院以其為名。烏克蘭西部城市科洛梅亞有一街道以他為名。

## 外部連結
- Vasyl Barvinsky的免费乐谱，由国际乐谱典藏计划提供
- Impressionism in Music （页面存档备份，存于）
- Information about Barvinsky on Ukrainian Art Song Project's website
- Vasyl Barvinsky: Galicians I （页面存档备份，存于）
- The Silenced Voice of Vasyl Barvinsky （页面存档备份，存于）